# Abutsu-ni
Abutsu-ni (jap. 阿仏尼 mniszka Abutsu; ur. ?, zm. 1283) – japońska mniszka buddyjska, poetka.

## Życiorys
W młodości była dwórką cesarzowej  Ankamon-in, żony cesarza Juntoku. Znano ją wówczas pod dworskimi imionami Shijō (四条) i Uemon no Suke (右衛門佐). Część historyków przypuszcza, że jej ojcem mógł być Norishige Taira. Była żoną poety Tameie Fujiwary, po którego śmierci w 1275 roku wstąpiła do klasztoru. Jej głównym dziełem jest Izayoi-nikki (Dziennik szesnastej nocy, ok. 1280), poetycki dziennik z podróży z Kioto do Kamakury, podjętej w celu obrony interesów syna, Tamesuke Reizeia. Ponadto napisała Yoru no tsuru (Żuraw nocą), zbiór listów o sztuce poetyckiej adresowanych do syna, i Utatane no ki (Zapiski z drzemki), opis wypadków z roku 1238. Jej przesycone melancholijnym duchem wiersze zamieszczono w kilku oficjalnych antologiach poezji, m.in. Shoku kokinshū, Gyokuyō-shū i Fūga-shū.
Fragmenty Izayoi-nikki w przekładzie na język polski znalazły się w antologii Dziesięć tysięcy liści z 1961 roku.